# Rebelião da Ilha Anchieta
Rebelião da Ilha Anchieta foi um confronto ocorrido em 20 de junho de 1952, entre as forças policiais brasileiras e prisioneiros que tentaram escapar do presídio que existia, na época, na Ilha Anchieta, litoral norte do estado de São Paulo. O episódio foi uma das maiores rebeliões de prisioneiros da história e um dos maiores massacres de presidiários do Brasil, ficando conhecida como a "rebelião da Alcatraz brasileira",. Ocorreu como consequência de degradantes condições de vida dos presos, como fome, super lotação, ausência de serviços de saúde, torturas e mortes.

## Antecedentes
A colônia penal na ilha foi fundada em 1908, com o nome de "Colônia Correcional da Ilha dos Porcos" e abrigava presos comuns e menores infratores. Na década de 30, recebeu presos políticos da ditadura Vargas. Já tinha acontecido uma revolta em 1933, em que cerca de cem presos depredaram as instalações e tomaram o controle da guarda. Contudo, a situação foi controlada, não havendo mortos. Em 1934, em homenagem ao quarto centenário de nascimento de José de Anchieta, a Ilha dos Porcos recebeu o nome de Ilha Anchieta e o nome da colônia penal passou a ser "Colônia Correcional da Ilha Anchieta".
Em 1952, a prisão abrigava os criminosos mais perigosos do estado de São Paulo. Eram 453 presos no dia da rebelião, vigiados por um contingente de cinquenta policiais. A ação foi planejada com antecedência e os detalhes arquitetados pelo líder Álvaro da Conceição Carvalho Farto, alcunhado de "Portuga", que chegou a pedir para ir para o isolamento, alegando estar sendo "ameaçado" por outros presos, apenas para ter mais tranquilidade para estudar os detalhes da ação. Durante muito tempo, orientados por outro líder, João Pereira Lima, alcunhado de "Pernambuco", os detentos buscaram ganhar a confiança dos policiais e seus familiares moradores da ilha, visando facilitar a ação, no momento oportuno.
Pesquisas mais recentes contestam a possibilidade de planejamento prévio desta rebelião. Muitos historiadores afirmam que provavelmente ela ocorreu espontaneamente, em uma oportunidade acidental. Especialmente por consequência das péssimas condições de vida que aqueles presos se encontravam. Existem relatos de super lotação, trabalho forçado, fome, descaso com a saúde dos presos, torturas e assassinatos por parte dos guardas. Sob essas condições, acontecer uma rebelião era considerada "questão de tempo".

## Rebelião
Aconteceu em 20 de junho de 1952, naquela manhã os cativos comeram café com farofa de farinha de mandioca (que por muitas vezes substituia o pão) e seguiam para as frentes de trabalhos designidas pelos militares. Muitos dos presos estavam acometidos por escorbuto, devido à deficiência de vitaminas na alimentação. João Pereira Lima, um dos cativos, relatou que sofria de amigdalas infeccionadas e, ao reclamar das condições de trabalho, neste dia, um dos militares, Sr. Mario, respondeu com uma violenta pancada no rosto com uma tabuleta.
Às 7:30 da manhã, ao pé do Morro do Papagaio, três militares fiscalizavam o trabalho de 117 detentos, que coletavam e carregavam lenha em grandes feixes sobre as costas. Entre os trabalhadores achava-se o sentenciado Mário Magri, tuberculoso em grau avançado, que, por conta da doença, carregava uma quantidade menor de lenha. Um dos soldados solicitou que Mário carregasse um feixe maior, alegando que a doença do detento era pura simulação. Mário se esforçou para atender a essas ordens, porém, em um esforço hercúleo, tombou ao chão. O militar pegou um dos pedaços de lenha e esbordoou o detento tuberculoso. 

Estavam presentes diversos sentencidados. Apiedados com os gritos do companheiro que estava sendo espancado, saltaram sobre o policial e desarmaram-no. A partir daquele momento, os presidiários perceberam que era um caminho sem voltas e ali se inicia a revolta. João Pereira Lima narra este momento em seus diários, posteriormente publicados no Jornal  Última Hora, do Rio de Janeiro, em 1964:
"Acabava eu de chegar ao local e, vendo aquele ato, passou-me rapidamente pela imaginação o que poderia nos acontecer. Se o simples fato de um preso se aproximar demais de um militar para pedir que acendesse o cigarro era motivo para reprimendas, quais não seriam as consequências daquela ação impensada? O terror foi o nosso maior estimulante. Um dos homens dirigiu-se a mim. Não podíamos mais retroceder. Apanhei o fuzil das mãos de um dos companheiros. Sem perceber havíamos incendiado o rastilho da rebelião, pois os demais, possuídos pelo íntimo espírito de revolta que me dominava, aguardavam ansiosamente o momento que acabava de chegar."
Por volta das 12 horas, chegaria uma embarcação, chamada Ubatubinha vinda de Santos, trazendo mantimentos, como sempre acontecia uma vez por mês. Os presos planejavam tomá-la de assalto para fugir da ilha. Um dos soldados que acompanhavam os presos foi morto e os outros, dominados. Os detentos retornaram ao presídio, onde se confrontaram em um tiroteio com os demais soldados. Neste  confronto morreram doze detentos, dois funcionários e seis soldados, incluindo o armeiro, morto por "Pernambuco", que se viu na necessidade de comandar a ação. Os detentos invadiram a reserva de armas e se apoderaram de fuzis, mosquetões, metralhadoras, revólveres e farta munição.

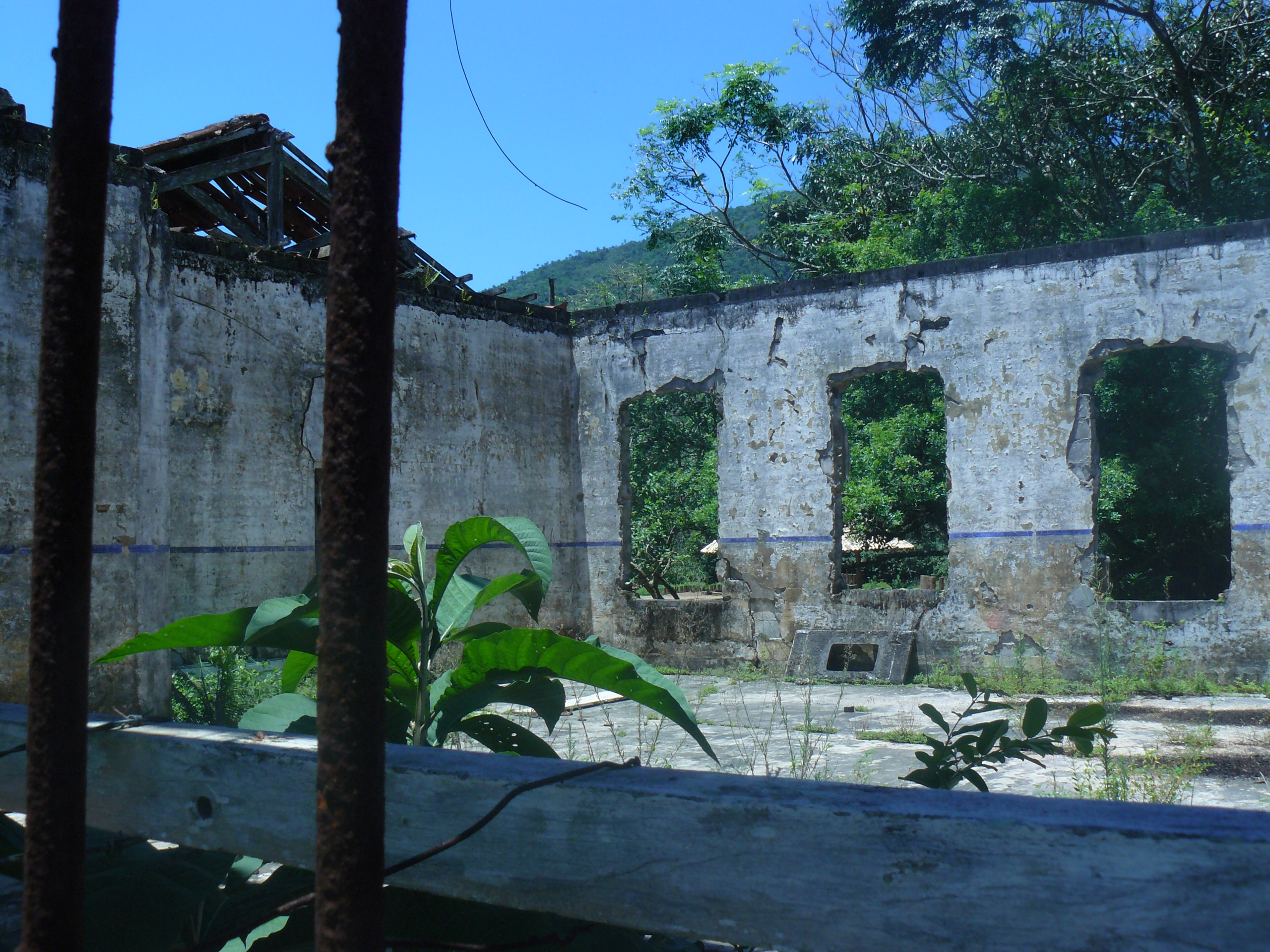
Ruínas de uma das celas

Todas as celas foram abertas, libertando os demais detentos que estavam confinados. O plano era fugir na embarcação que chegaria pouco depois. A distância entre a ilha e o continente é de cerca de seiscentos metros. Mas a ação não aconteceu como o planejado, pois os criminosos circulavam armados pela ilha e a tripulação da embarcação percebeu que havia algo errado, decidindo não atracar na ilha. Os rebelados tentaram então fugir em barcos menores, o maior deles era uma lancha chamada "Carneiro da Fonte", com capacidade para cinquenta pessoas. Foi lançado ao mar levando mais de noventa detentos, começando a afundar pelo excesso de peso e alguns feridos foram jogados no mar. Aquelas águas, à época, ainda abrigava muitos tubarões e o sangue os atraiu. Dezenas de fugitivos morreram atacados pelos tubarões, outros afogados ou baleados pela polícia ou pelos próprios companheiros. Ao chegar no continente, na praia de Ubatumirim, a lancha encalhou e ficou danificada. Muitos foragidos conseguiram chegar em terra nadando e se embrenharam na mata. O presídio foi incendiado pelos detentos, antes da fuga. Muitos também embarcaram em canoas menores, conseguindo chegar ao continente. Os que ficaram na ilha, renderam-se e a situação foi controlada pelos policiais.
Um forte aparato foi preparado para recapturar os fugitivos, envolvendo a Marinha, Exército e Aeronáutica, além das forças policiais de São Paulo e Rio de Janeiro, em uma ação que durou vários dias. A maioria dos fugitivos foi recapturada na Serra do Mar, nas regiões de Caraguatatuba, Ubatuba e Paraty. De um total de 129 detentos que conseguiram fugir, seis nunca foram recapturados. A rebelião deixou ao todo 118 mortos, sendo 108 presos, oito policiais e dois funcionários. Este número de presos mortos em uma rebelião só seria superado quase quarenta anos depois, na rebelião conhecida como o Massacre do Carandiru, em que morreram 111 presos.
Três anos depois, em 1955, o presídio da Ilha Anchieta foi desativado e os presos transferidos para a Casa de Custódia de Taubaté, presídio de segurança máxima onde, décadas depois surgiria a facção criminosa denominada Primeiro Comando da Capital.
Em 29 de de março de 1977, a ilha passou a ser área de proteção ambiental, uma Unidade de Conservação, com a criação do Parque Estadual da Ilha Anchieta.

## Na mídia
- Sinal de Vida (2024) - Podcast que, em seu terceiro episódio, relata sobre esta rebelião baseado-se nos estudos mais recentes.
- Mãos Sangrentas (1954) – Filme inspirado na rebelião, porém com pouca credibilidade, pois não se baseou em inquéritos. Assim, retrata detentos de maneira estereotipada e com muitas imprecisões históricas.

## Na literatura
- Ilha Anchieta – Rebelião, Fatos e Lendas, Samuel Messias de Oliveira, 6ª edição – 2011 – ISBN 9788590516750. Catálogo na Fundação Biblioteca Nacional.[13]